# Рокфиксад
Рокфикса́д (фр. Roquefixade) — коммуна во Франции, находится в регионе Юг — Пиренеи. Департамент коммуны — Арьеж. Входит в состав кантона Лавлане. Округ коммуны — Фуа.
Код INSEE коммуны — 09249.

## Население
Население коммуны на 2008 год составляло 147 человек.
| 1962 | 1968 | 1975 | 1982 | 1990 | 1999 | 2008 |
| ---- | ---- | ---- | ---- | ---- | ---- | ---- |
| 130  | 139  | 142  | 168  | 170  | 151  | 147  |

## Экономика
В 2007 году среди 101 человек в трудоспособном возрасте (15—64 лет) 75 были экономически активными, 26 — неактивными (показатель активности — 74,3 %, в 1999 году было 76,0 %). Из 75 активных работали 62 человека (38 мужчин и 24 женщины), безработных было 13 (3 мужчины и 10 женщин). Среди 26 неактивных 7 человек были учащимися или студентами, 10 — пенсионерами, 9 были неактивными по другим причинам.

## Фотогалерея

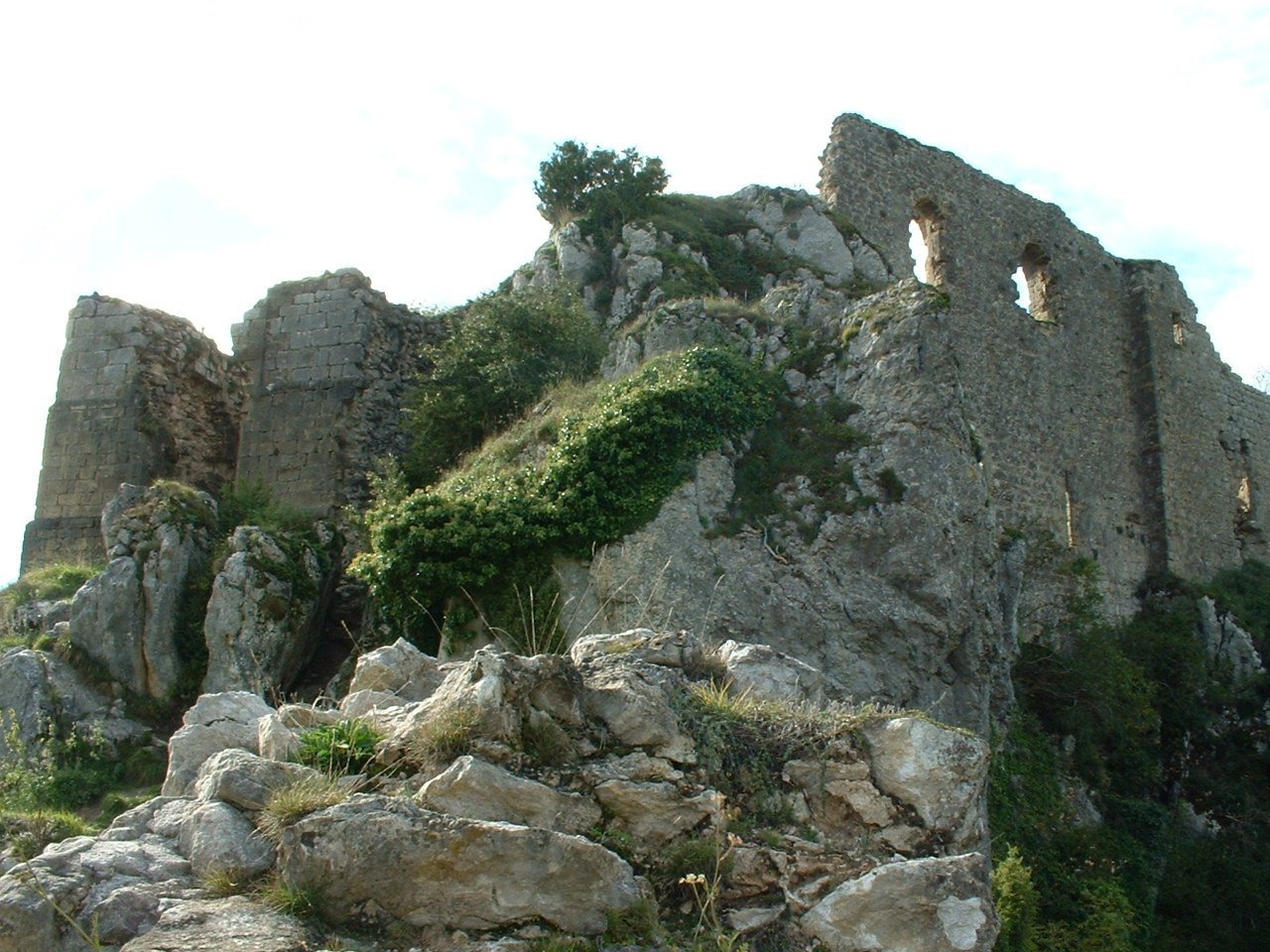
Руины замка Рокфиксад
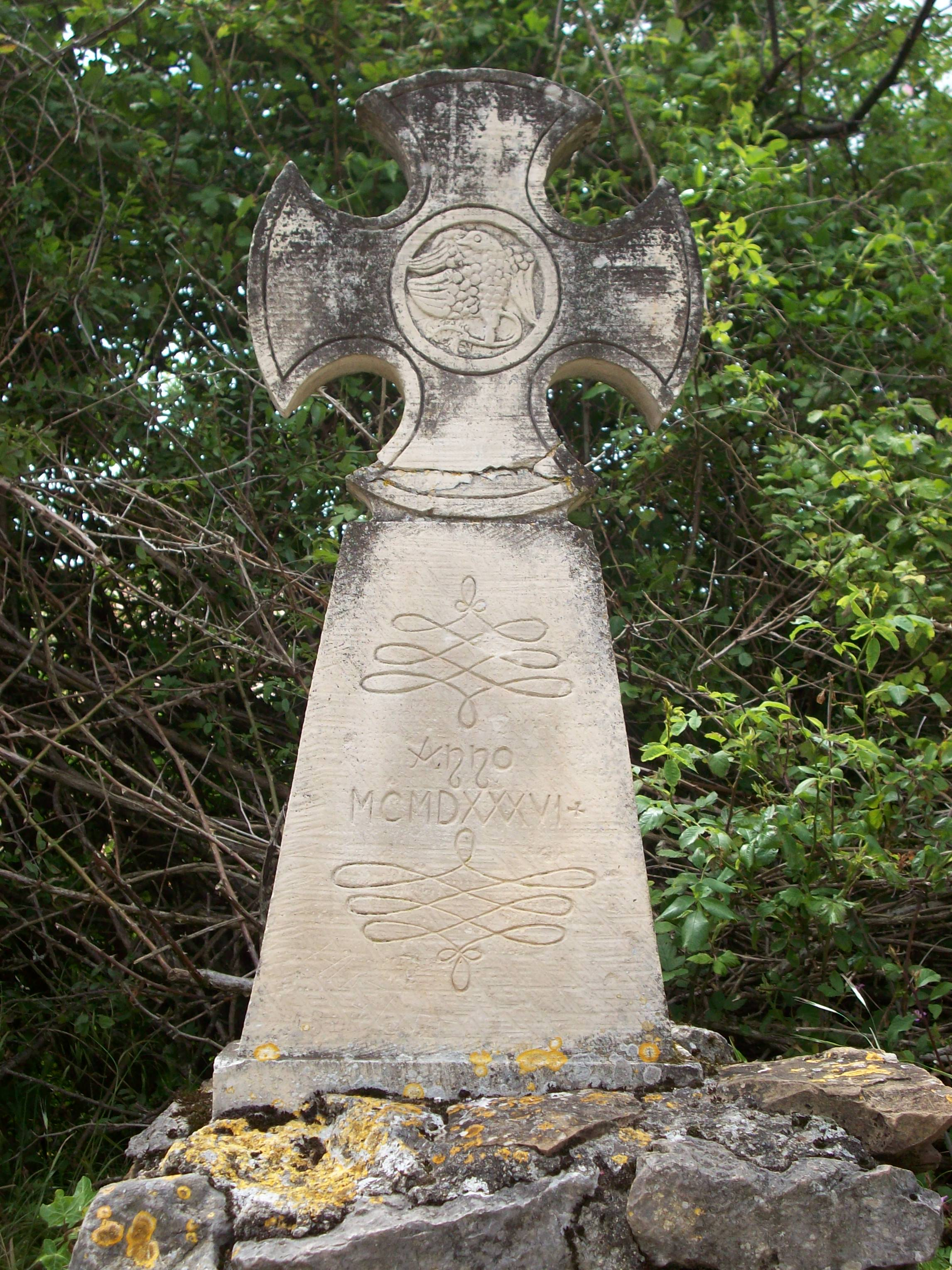
Стела на пути к замку Рокфиксад
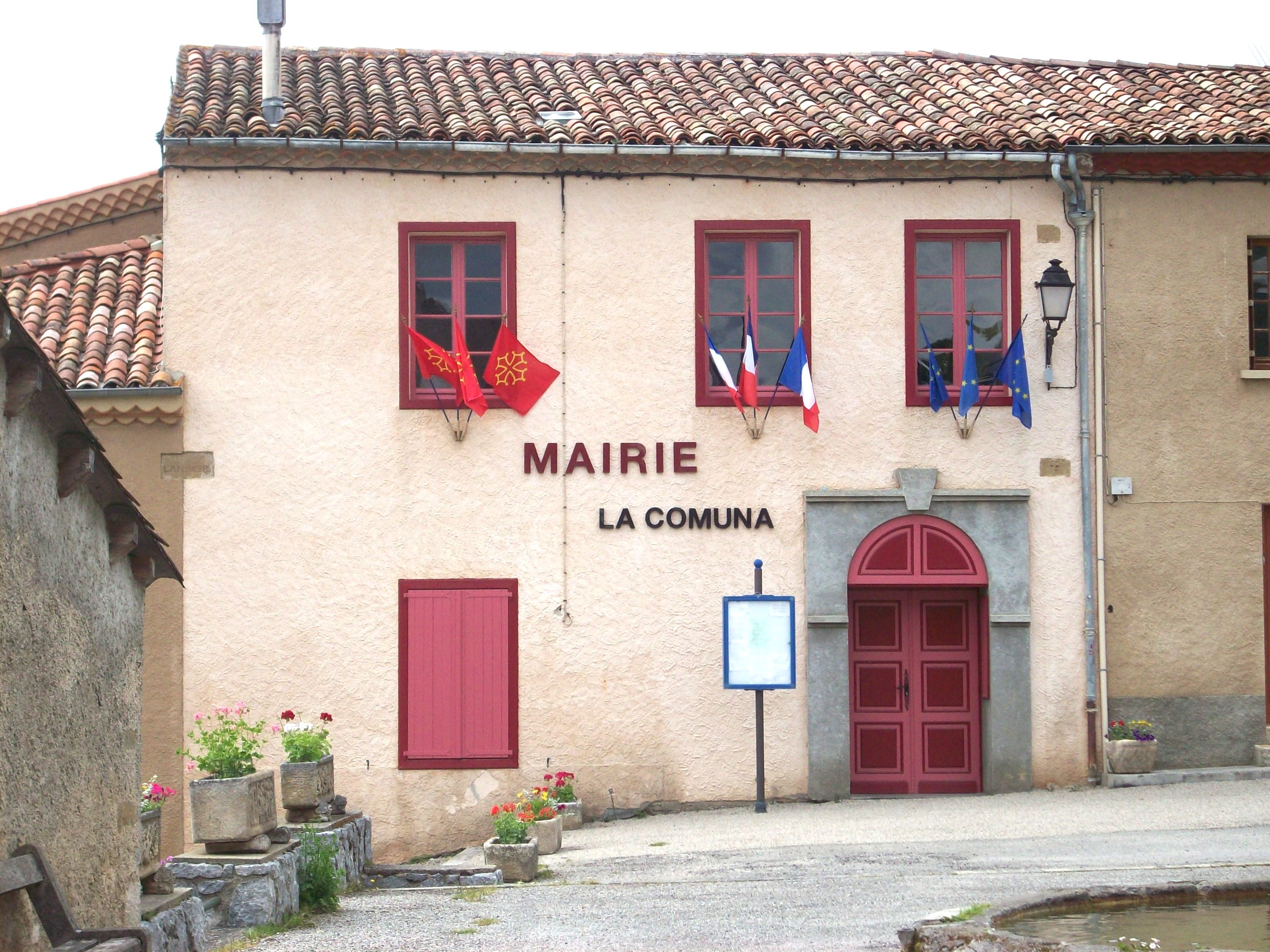
Мэрия